# Colletes virgatus
Colletes virgatus är en biart som beskrevs av Joseph Vachal 1904. Colletes virgatus ingår i släktet sidenbin, och familjen korttungebin. Inga underarter finns listade i Catalogue of Life.